# Def by Temptation
Def by Temptation è un film del 1990, diretto da James Bond III, distribuito nelle sale cinematografiche e in home video dalla Troma.

## Trama
Una donna incontra un uomo in un bar e lo porta a casa sua. Durante il rapporto sessuale che ne segue, la donna uccide barbaramente l'uomo, e successivamente commette altri omicidi.
Joel è il figlio di un pastore, preda di continui incubi nei quali rivede la morte del padre, ucciso in un incidente stradale. Joel abita con la nonna, e un giorno telefona al cugino K, un aspirante attore, che lo invita a New York. Joel si trasferisce a casa di K, che intanto ha incontrato in un bar la donna misteriosa dell'incipit. K è stato però avvertito da Dougey, un cliente abituale del bar, che quella donna ha qualcosa di diabolico.
K e Joel si recano nel bar e incontrano la donna misteriosa, che sceglie di sedersi insieme a Joel, ignorando del tutto K. Questi viene nuovamente avvicinato da Dougey, che dichiara essere un poliziotto specializzato nel paranormale. I due si recano quindi da una veggente, che rivela loro il vero essere della donna, il cui corpo è stato posseduto da un demone.
L'obiettivo principale del demone donna è proprio Joel, perseguitato sin da bambino. Joel riesce però a sconfiggere il demone, praticando un esorcismo, mentre K e Dougey vengono entrambi uccisi. Il demone però possiede un altro corpo, stavolta quello di un uomo che entra nel bar dell'incipit.

## Colonna sonora
La colonna sonora del film è composta dai seguenti brani:
1. All Over You (Freddie Jackson)
2. Hungry for Me Again (Nick Ashford e Valerie Simpson)
3. Face to Face (Melba Moore)
4. Najee's Def Theme (Najee)
5. Fool (Paul Laurence)
6. I'n a Sexy Mood (Eric Gable)
7. What Makes You Feel That Way About Me (Z'Looke)
8. In and Out (Paid "N" Full)
9. On a Mission (Dasez Tempo)
10. Sex and the Single Man (Slick Love)

## Collegamenti ad altre pellicole
- La sequenza in cui K viene fagocitato da un televisore è un riferimento a un'analoga sequenza presente in Videodrome, diretto da David Cronenberg nel 1983.[1]
- Le continue apparizioni di una donna ricoperta da un velo nero rimandano alle sequenze presenti in Angel Heart - Ascensore per l'inferno, diretto da Alan Parker nel 1987.[1]
- In Tromeo and Juliet, co-diretto da Lloyd Kaufman e James Gunn nel 1996, è visibile in una sequenza il poster del film.[2]